# Юбилейный (дворец спорта, Смоленск)
Дворец спорта «Юбилейный» — самый крупный спортивно-оздоровительный, культурно-просветительный комплекс в Смоленской области. Расположен в Реадовском парке Смоленска. Открыт в 2015 году к 1150-летию Смоленска.

## Строительство
Строительство дворца началось в 2010 году. Объект планировалось достроить летом 2013, но его открытие состоялось лишь 30 июля 2015.

## Спортивные мероприятия
Чемпионат России по вольной борьбе среди женщин (август, 2018), открытый чемпионат России по вольной борьбе среди ветеранов (июль-август 2018), Чемпионат России по Таврелям (5-6 июня 2021), Чемпионат России по сумо среди мужчин и женщин, Кубок России (командный) по сумо среди мужчин и женщин, Первенство России по сумо среди юниоров и юниорок до 22 и до 24 лет (все — март 2019).

## Инфраструктура
- универсальный спортивный зал (кмтрибуны на 2600 мест).
- ледовая арена (трибуны рассчитаны на 1300 мест).
- бассейн (состоит из двух чаш: спортивной с 4 дорожками и развлекательной 14х14 метров. Бассейн имеет полукруглый остекленный фасад одной из стен помещения).

Во дворце спорта имеются  залы для проведения учебно-тренировочного процесса по спортивной борьбе, боксу, дзюдо.